# Christian Philipp Schleyer
Christian Philipp Schleyer  (* 4. Februar 1772 in Berleburg, Kreis Wittgenstein; † 6. Mai 1844 in Torgau) war preußischer Generalleutnant und zuletzt 2. Kommandant der Festung Torgau.

## Leben

### Herkunft
Seine Eltern waren Peter Werner Salomon Schleyer und dessen Ehefrau Rebekka Adelheid Konstanze Franziska von Metting (* 27. Februar 1742; † 18. Januar 1776). Sein Vater war holländischer Oberstleutnant, später in Diensten von Nassau-Oranien.

### Laufbahn
Er bekam seine Schulbildung in der Schule in Halberstadt. Am 1. März 1787 ging er dann in holländische Dienste und kam als Fähnrich in das Regiment Erbprinz. Er erlebte 1787 dann den Einmarsch der Preußen in Holland. Am 6. Dezember 1793 wurde er zum Seconde-Lieutenant befördert. Von 1794 bis 1795 kämpfte er im Ersten Koalitionskrieg, so im Gefecht bei Breda. Am 15. März 1800 wurde er Premier-Lieutenant und ging mit der holländischen Brigade in englische Dienste. Dort wurde er am 6. Juli 1802 Hauptmann. Im Oktober 1814 wurde er dort Major und Bataillonsführer und im Feldzug von 1814/15 kämpfte er bei der Belagerung von Mainz sowie den Schlachten bei Quatre-Bras und Belle Alliance. Für Quatre-Bras erhielt er am 11. August 1815 den niederländischen Wilhelms-Orden. Am 1. September 1815 wurde er dann Oberstleutnant in großherzoglich nassauischen Diensten, aber schon am 12. Februar 1816 wechselte er in preußische, wo er als Oberstleutnant in das 34. Infanterie-Regiment kam, aber am 20. Juni 1817 in das 18. Infanterie-Regiment versetzt. Dort wurde er am 18. Juni 1825 Oberst mit Patent zum 19. Juni 1825. Am 30. März 1828 wurde er als 2. Kommandant nach Torgau versetzt. Dort erhielt er am 18. Januar 1836 den Roten Adlerorden 4. Klasse und dazu am 30. März 1836 den Charakter als Generalmajor. Am 18. Januar 1839 erhielt er den Roten Adlerorden 3. Klasse mit Schleife und dazu wurde er am 11. Juni 1839 Generalmajor mit Patent zum 30. März 1836. Am 11. März 1843 erhielt er nun seinen Abschied mit dem Charakter als Generalleutnant mit einer Pension von 1750 Talern und dazu den Roten Adlerorden 2. Klasse mit Eichenlaub. Er starb bereits am 6. Mai 1844 in Torgau und wurde dort am 9. Mai beigesetzt.
Im Jahr 1839 schrieb der 1. Kommandant von Torgau General von Quadt in seiner Beurteilung: Eich recht braver, wohl denkender und gebildeter Mann, der sich bei seinem hohen Alter der besten Gesundheit erfreut und noch eine seltene Rüstigkeit an den Tag legt. Er verbindet hierbei eine unermüdete Tätigkeit bei Erfüllung seiner ihm obliegenden Pflichten, so daß er bis jetzt seine Stellung genügend ausfüllt. Er hat sich hier die allgemeine Liebe und Achtung erworben.

### Familie
Er heiratete am 17. Juli 1825 in Fraustadt Anna Friederike Cäcilie Heloise Bach (* 30. Mai 1799; † 23. September 1825), die Tochter des fraustädischen Pfarrers Jakob Bach. Das Paar hatte zwei Söhne:
- Albrecht Emil Oskar (* 28. Dezember 1823), Secondeleutnant im 29. Infanterie-Regiment, nahm am 13. Juni 1850 den Abschied
- Friedrich Wilhelm August (* 18. September 1825; † 30. September 1825)